# جون لودج
جون لودج (بالإنجليزية: John Lodge) (و. 1945  م) هو عازف بيس، ومغني، وكاتب أغاني، ومنتج أسطوانات إنجليزي، ولد في برمينغهام، يستخدم آلات غيتار البيس، وكمان جهير.

## التعليم
تعلم في جامعة أستون.

## روابط خارجية
- جون لودج على موقع IMDb (الإنجليزية)
- جون لودج على موقع ميوزك برينز (الإنجليزية)
- جون لودج على موقع أول ميوزيك (الإنجليزية)
- جون لودج على موقع ديسكوغز (الإنجليزية)
- جون لودج على موقع ديسكوغز (الإنجليزية)